# Uncle Tom's Cabin (film fra 1914)
Uncle Tom's Cabin er en amerikansk stumfilm fra 1914 af William Robert Daly.

## Medvirkende
- Sam Lucas som Tom.
- Walter Hitchcock som George Shelby.
- Hattie Delaro som Mrs. Shelby.
- Master Abernathy som George Shelby Jr.
- Teresa Michelena som Eliza.